# Firefly (televíziós sorozat)
A Firefly egy amerikai tudományos-fantasztikus filmsorozat, amely a műfajban megszokottnál kevesebb fantasztikus, futurisztikus elemet tartalmaz, inkább hétköznapi emberi és társadalmi problémákkal teli világot mutat be, egy másik műfaj, a western témáit is felhasználva.
A Joss Whedon (Buffy, Angel) és Tim Minear producerek által a FOX csatorna számára készült sorozatot az Amerikai Egyesült Államokban és Kanadában mutatták be, 2002. szeptember 20-ától. A Fox – amely nem az eredeti sorrendben és különböző időpontokban adta az egyes részeket – tizenegy rész után felfüggesztette a sugárzást. A 2003-ban kiadott (mind a tizennégy részt tartalmazó) DVD jó eladási adatainak köszönhetően Whedon a Universal Studiosnál elérte, hogy egy egész estés filmmel folytathassa a történetet (Serenity, 2005).

## A történet
|  | Alább a cselekmény részletei következnek! |

A 25-26. századra a Föld készletei már rég kimerültek, az emberiség a Naprendszeren kívüli világokban telepedett le. A Serenity című részhez mellékelt DVD-kommentár szerint a szereplők azért használják az angol mellett második nyelvként a kínait (leginkább káromkodásra), mert az űr meghódításában Kína és az USA játszott vezető szerepet. Valószínűleg a két szuperhatalom alkotja a Szövetséget, amely az Egyesítési Háborúban közös kormányzat alatt egyesítette a belső bolygókat. A külső bolygókon (sok helyen a Vadnyugatra emlékeztető) jóval rosszabb körülmények között élnek az emberek.

## Az űrhajó
A címszereplő, az utasai által mindvégig élőlényként kezelt és bizonyos értelemben valóban élő Firefly-osztályú Serenity űrhajó. A firefly ('szentjánosbogár') elnevezés a hajó formájára és a fénylő hajtóművekre utal; a serenity ('békesség') pedig annak a völgynek a neve, ahol a Szövetség elleni utolsó csata lezajlott.

## Epizódok
| #  | Cím               | Író(k)                  | Rendező            | Bemutató (FOX)       |
| -- | ----------------- | ----------------------- | ------------------ | -------------------- |
| 1  | Serenity (2 órás) | Joss Whedon             | Joss Whedon        | 2002. december 20.   |
| 2  | The Train Job     | Joss Whedon, Tim Minear | Joss Whedon        | 2002. szeptember 20. |
| 3  | Bushwhacked       | Tim Minear              | Tim Minear         | 2002. szeptember 27. |
| 4  | Shindig           | Jane Espenson           | Vern Gillum        | 2002. november 1.    |
| 5  | Safe              | Drew Z. Greenberg       | Michael Grossman   | 2002. november 8.    |
| 6  | Our Mrs. Reynolds | Joss Whedon             | Vondie Curtis Hall | 2002. október 4.     |
| 7  | Jaynestown        | Ben Edlund              | Marita Grabiak     | 2002. október 18.    |
| 8  | Out of Gas        | Tim Minear              | David Solomon      | 2002. október 25.    |
| 9  | Ariel             | Jose Molina             | Allan Kroeker      | 2002. november 15.   |
| 10 | War Stories       | Cheryl Cain             | Jim Contner        | 2002. december 6.    |
| 11 | Trash             | Ben Edlund, Jose Molina | Vern Gillum        | -                    |
| 12 | The Message       | Joss Whedon, Tim Minear | Tim Minear         | -                    |
| 13 | Heart of Gold     | Brett Matthews          | Tom Wright         | -                    |
| 14 | Objects in Space  | Joss Whedon             | Joss Whedon        | 2002. december 13.   |

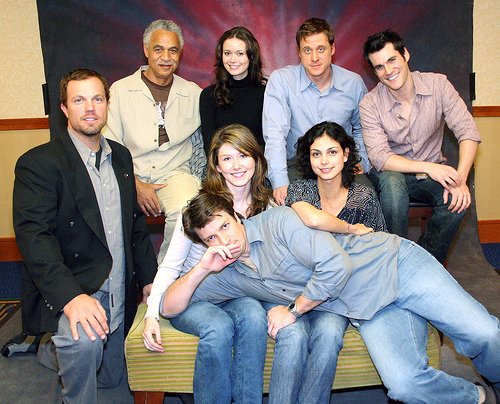
(Balról jobbra, fentről lefelé) Adam Baldwin, Ron Glass, Summer Glau, Alan Tudyk, Sean Maher, Jewel Staite, Morena Baccarin, és Nathan Fillion: nyolcan a kilenc színészből 2005-ben (Gina Torres nincs jelen).

Az alkotók elképzelése szerinti sorrend.
Az USA-ban be nem mutatott részek:
- 11.: 2003. június 28. MundoFOX (Latin-Amerika)
- 12.: 2003. július 15. SABC3 (Dél-afrikai Köztársaság)
- 13.: 2003. július 19. MundoFOX

### Az epizódok sugárzásának sorrendje az egyes országokban
- USA és Kanada, Fox, 2002. szeptember 20-tól péntekenként este 8-tól (az első rész második fele 9-től): 2-3, 6-8, 4-5, 9-10, 14, 1; a 11-13 részeket az USA-ban nem mutatták be.
- Dél-afrikai Köztársaság, SABC3, 2003. április 15-től keddenként este fél 8-tól: 2-3, 6-8, 4-5, 9-10, 14, 1a-1b, 11-13.
- Mexikó és Dél-Amerika, MundoFOX, 2003. április 19-től szombatonként este 6-tól: 2-3, 6-8, 4-5, 9-10, 13, 11, 14, 12; az első részt nem mutatták be.
- Egyesült Királyság, Sci Fi Channel, 2003. május 12-től hétfőként este 9-től (az első rész első fele 8-tól): az eredeti sorrendben.
- Ausztrália, Seven Network, 2004. november 10-től szerdánként éjszaka fél 1-től: 2, 1a-1b, 3-14.
- Svájc, TSR1 (francia nyelvű), 2005. július 25-től minden hétköznap.
- USA, Sci-Fi Channel, 2005. július 22-től péntekenként este 7-től: az eredeti sorrendben. (Előtte az Andromeda ment ebben az időpontban.[2])
- Magyarország, Viasat3, 2007. június 10-től 2007. szeptember 16-ig, minden vasárnap délben

Miután a Fox a rossz kritikákra hivatkozva 2002 decemberében felfüggesztette a sorozat sugárzását, a rajongók kampányt indítottak annak érdekében, hogy egy másik csatorna tűzze műsorra, azonban nem jártak sikerrel. Sokan a rossz fogadtatás okai között a FOX Network magatartását is hangsúlyozzák: a csatorna akció-vígjátékként reklámozta a sorozatot, holott az alapvetően nem komikus hangvételű; az egyes részeket az alkotók által meghatározott (és a kronológia szempontjából is fontos) sorrendtől eltérve adták le (például a történet előzményeit, hátterét megadó egész estés első részt mutatták be utoljára), az adások időpontja különböző okokból (például sportesemények közvetítése) változott.